# Еде Дунаи
Еде Дунаи (мађ. Dunai Ede; Будимпешта, 14. јул 1949) бивши је мађарски фудбалер, репрезентативац и тренер. За клуб и репрезентацију је играо на позицији одбрамбеног играча.

## Каријера

### Клуб
Године 1967. долази у Ујпешт Дожу. Већ следеће године је дебитовао у мађарској првој лиги. За 14 сезона у Ујпешту само једном нису дошли до подијума у првенству, и то у његовој последњој сезони. Сакупио је укупно 9 шампионских титула, три друга места и једно треће место резултат су његових успеха. На међународној сцени са тимом је постигао два изузетна резултата: 1968-1969 био је члан екипе финалисте ВВК и 1973-1974 био је члан полуфиналиста БЕК-а. У последњем су изгубили од коначног победника Бајерна из Минхена.
Године 1981. је прво потписао је уговор са Воланом бр.22, затим је једну сезону био фудбалер Волан СК, па поново у Волан 22. Између 1984. и 1993. године завршио је активну фудбалску каријеру у нижеразредним екипама. (Год, Будаи Чиноин, УФК Китсе (Аустрија), Хунгарокамион/ анубиус камион, Ектраде СК)

### Репрезентација
Од 1969. до 1976. године играо је осам пута за репрезентацију Мађарске. За олимпијски тим Мађарске је одиграо седам утакмица и постигао 2 гола. (1972). Члан је тима који је освојио сребрну медаљу на Олимпијским играма у Минхену.

## Достигнућа
Ујпешт
- Прва лига Мађарске у фудбалу: 
  - шампион:1969, 1970, 1970/71, 1971/72, 1972/73, 1973/74, 1974/75, 1977/78, 1978/79,
- Мађарски куп:
  - Победник: 1969, 1970, 1974/75
- Куп европских шампиона:
  - полуфинале: 1973/74.
- Куп сајамских градова:
  - финале: 1968/69.

Мађарска
- Олимпијске игре: 1972 (сребрна медаља)[4]